# Richie Dunn
Richard L. Dunn (* 12. Mai 1957 in Boston, Massachusetts; † 20. September 2016 in Clarence, New York) war ein US-amerikanischer Eishockeyspieler, der während seiner aktiven Karriere zwischen 1977 und 1990 unter anderem 519 Spiele für die Buffalo Sabres, Calgary Flames und Hartford Whalers in der National Hockey League auf der Position des Verteidigers bestritten hat.

## Karriere
Dunn verbrachte seine Juniorenzeit zwischen 1975 und 1977 bei den Kingston Canadians und Windsor Spitfires in der Ontario Major Junior Hockey League. Dort absolvierte der Verteidiger insgesamt 148 Spiele, machte die Franchises der National Hockey League aber nicht auf sich aufmerksam.
Ungedraftet kam der US-Amerikaner zur Saison 1977/78 bei den Buffalo Sabres in der NHL unter. Zunächst verbrachte er in den ersten beiden Jahren einige Zeit im Farmteam, den Hershey Bears, in der American Hockey League. Mit Beginn der Spielzeit 1979/80 erhielt Dunn allerdings einen Stammplatz im NHL-Kader, dem er bis zum Sommer 1982 angehörte. Mit 49 Scorerpunkten absolvierte er in der Saison 1980/81 sein bestes Jahr in der Liga. Im Juni 1982 wurde der Abwehrspieler vor dem NHL Entry Draft 1982 mit Don Edwards, dem Zweitrunden-Wahlrecht im Draft desselben Jahres und dem Erstrunden-Wahlrecht im NHL Entry Draft 1983 zu den Calgary Flames transferiert. Im Gegenzug erhielten die Sabres die Erst- und Zweitrunden-Wahlrechte der Flames in den Drafts der Jahre 1982 und 1983.
In Calgary verbrachte Dunn nur ein Spieljahr, ehe er mit Joel Quenneville im Tausch für Mickey Volcan zu den Hartford Whalers wechselte. Nachdem er dort in der Spielzeit 1983/84 noch Stammspieler gewesen war, wurde er im Verlauf des Folgejahres ins Farmteam abgeschoben. Im Sommer 1985 kehrte er schließlich als Free Agent zu den Buffalo Sabres zurück. Dort war er in den folgenden fünf Jahren hauptsächlich für das Farmteam Rochester Americans in der AHL aktiv, mit dem er 1987 den Calder Cup gewann. Nach der Saison 1989/90 beendete er im Alter von 33 Jahren seine aktive Karriere.
Dunn verstarb am 20. September 2016 im Alter von 59 Jahren.

### International
Dunn vertrat sein Heimatland bei der Junioren-Weltmeisterschaft 1977 sowie dem Canada Cup 1981 und der Weltmeisterschaft 1986.

## Erfolge und Auszeichnungen
- 1985 Eddie Shore Award
- 1985 AHL First All-Star Team
- 1987 Calder-Cup-Gewinn mit den Rochester Americans
- 1987 AHL First All-Star Team
- 1988 AHL Second All-Star Team

## Karrierestatistik

### International
Vertrat die USA bei:
- Junioren-Weltmeisterschaft 1977
- Canada Cup 1981
- Weltmeisterschaft 1986

(Legende zur Spielerstatistik: Sp oder GP = absolvierte Spiele; T oder G = erzielte Tore; V oder A = erzielte Assists; Pkt oder Pts = erzielte Scorerpunkte; SM oder PIM = erhaltene Strafminuten; +/− = Plus/Minus-Bilanz; PP = erzielte Überzahltore; SH = erzielte Unterzahltore; GW = erzielte Siegtore; 1 Play-downs/Relegation; Kursiv: Statistik nicht vollständig)